# Usura
La usura és el cobrament excessiu d'interessos per un préstec, de forma que es produeix un abús del creditor. Ha estat condemnada com un pecat per diverses religions i es considera delicte en la legislació sobre relacions econòmiques de gran part dels països europeus. Aquestes lleis intenten delimitar el concepte d'usura, sovint subjectiu (és més probable que es considerin abusius els interessos o condicions del crèdit en circumstàncies de crisi) i que pot usar-se en contextos com el deute extern contemporani, lluny dels seus orígens.

## Història
La primera disposició legal per evitar la usura apareix a l'estela de Hammurabi. A l'Imperi Romà se succeeixen les lleis anti-usura, com per exemple la Claudia de foenore o la Genutia de faenore (el terme "usura" com a tal prové del llatí tardà).
L'església catòlica va condemnar repetidament la usura en diversos concilis i encícliques papals (el tema ja va sorgir al Concili de Nicea I l'any 325). Carlemany va recollir part de les fonamentacions religioses adduïdes en aquests documents per fixar l'interès màxim als seus dominis, tretes de passatges tant de l'Antic Testament () com del Nou Testament.
Aquesta concepció pejorativa de la usura va fer que molts cristians es neguessin a prestar diners, per la qual cosa la banca va ser assumida en gran part pels jueus. L'antisemitisme va associar aleshores la usura com un tret característic d'aquesta comunitat i va causar nombrosos aldarulls. A la península Ibèrica les primeres lleis similars daten del segle xiv.
Al món islàmic la usura, coneguda com a riba, està expressament prohibida per l'Alcorà i va propiciar la creació de la banca islàmica, així com la consideració de la caritat com un pilar d'aquesta religió. De fet la majoria de preceptes de les grans religions contra la usura sorgeixen justament per veure-la com una manca de caritat (fins a Tomàs d'Aquino, qui va afirmar que a banda de consideracions ètiques, la injustícia de la usura sorgeix perquè grava doblement els diners, en ells mateixos i l'ús que se'n fa). Es troben crítiques a la usura tant en les religions abrahàmiques com en les orientals.
La rebaixa dels tipus d'interès al Renaixement i l'auge del comerç van fer minvar el to pejoratiu de la usura, que en alguns indrets com França va passar a ser simplement sinònim d'enriquiment (amb impostos relacionats, similars a les taxes de patrimoni modernes). Malgrat això, van continuar apareixent lleis contra la usura (a vegades sense mencionar-la). A Espanya, per exemple, existeix una llei de 1908 encara vigent.
Els musulmans tenen prohibida la usura, segons figura a l'Alcorà.

## La usura a la cultura
Les representacions gràfiques de la usura estan lligades a les de l'avarícia i mostren els personatges envoltats de diners o escanyant els pobres. Sovint aquests personatges tenen el nas llarg, un tret propi de les caricatures de jueus, insinuant-ne una associació.
A la Divina Comèdia de Dante els usurers cremen al setè cercle de l'infern, juntament amb els blasfems i sodomites. El personatge de Shylock, de Shakespeare, ha de condemnar explícitament la usura per aconseguir la salvació.